# Gauromydas heros
Gauromydas heros är en tvåvingeart som först beskrevs av Perty 1833.  Gauromydas heros ingår i släktet Gauromydas och familjen Mydidae. Inga underarter finns listade i Catalogue of Life.